# ماجرا (فیلم ۱۹۲۵)
ماجرا (انگلیسی: Adventure) نام یک فیلم صامت سیاه و سفید گمشده در سبک درام به کارگردانی ویکتور فلمینگ است در سال ۱۹۲۵ منتشر شد. این فیلم بر پایهٔ رمانی به همین نام اثر جک لندن ساخته شده‌است.

## بازیگران
- تام مور
- پالین استارک
- والاس بیری
- ریموند هاتون
- والتر مک‌گری
- دوک کاهاناموکو
- نابل جانسون